# Saint-Pathus
Saint-Pathus – miejscowość i gmina we Francji, w regionie Île-de-France, w departamencie Sekwana i Marna.
Według danych na rok 1990 gminę zamieszkiwało 4515 osób, a gęstość zaludnienia wynosiła 842 osób/km² (wśród 1287 gmin regionu Île-de-France Saint-Pathus plasuje się na 345. miejscu pod względem liczby ludności, natomiast pod względem powierzchni na miejscu 651.).